# Heinrich Kindler

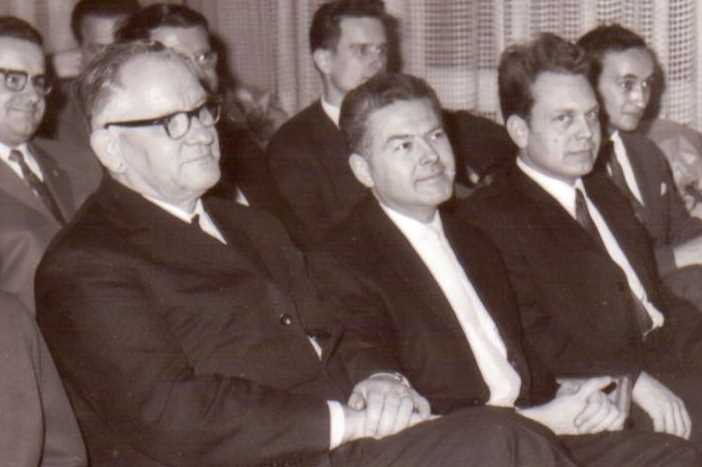
Heinrich Kindler, Siegfried Pilz und Hans-Joachim Zander bei einer öffentlichen wissenschaftlichen Veranstaltung in Dresden (von links nach rechts)

Heinrich Kindler (* 29. November 1909 in Breslau; † 23. Februar 1985 in Dresden) war ein deutscher Physiker und Professor. Er gehörte zu den Pionieren der Regelungs- und Steuerungstechnik und war Mitbegründer der Ausbildung von Diplom-Ingenieuren für Regelungstechnik in Deutschland.

## Leben
Von 1915 bis 1928 besuchte er in Breslau ein Realgymnasium. Nach dem Abitur hat er Physik, Mathematik und Chemie in Breslau und Münster studiert. 1934 legte er die Lehramtsprüfung ab und wurde mit einer Dissertation „Über das ultrarote Absorptionsspektrum einiger Sulfate und Glimmer und der Temperaturabhängigkeit ihrer Schwingungen“ bei Clemens Schaefer an der Universität Breslau zum Dr. phil. promoviert.
Nach zwei Jahren Forschungstätigkeit an der Universität Breslau und am Heinrich-Hertz-Institut der TH Berlin-Charlottenburg fand er schließlich feste Industrie-Anstellungen als Physiker, zunächst bei der Firma Telefunken (Juli 1936 bis Dezember 1937) und anschließend bei der Firma Askania-Kreiselgeräte in Berlin-Marienfelde bis zum Mai 1945. Seine Patentanmeldungen aus dieser Zeit belegen, dass er sich auch sehr intensiv mit Fragestellungen der Regelung beschäftigt hat. Die damaligen Arbeiten bezogen sich auf Kreiselgeräte, Folgeregler und elektromechanische Rechengeräte zur Flugkörpersteuerung.
Zu dieser Zeit hatte Hermann Schmidt an der TH Berlin-Charlottenburg in seinen Lehrveranstaltungen auch Probleme der Regelungstechnik behandelt. Außer ihm bot damals noch Adolf Leonhard in Stuttgart ebenfalls Lehrveranstaltungen zur Regelungstechnik speziell für das Gebiet Elektrotechnik an und veröffentlichte hierzu 1940 ein Lehrbuch, das er nach dem Zweiten Weltkrieg verallgemeinernd fortgeführt hat. Bereits 1941 hatte Schmidt eine Denkschrift zur Gründung eines Institutes für Regelungstechnik beim Verein Deutscher Ingenieure (VDI) vorgelegt. Dieses Institut sollte in Berlin entstehen und eine Leitfunktion auf dem neuen Fachgebiet für ganz Deutschland übernehmen.
1944 wurde dann auf Grund dieser Anregung der weltweit erste Lehrstuhl für Regelungstechnik an der TH Berlin-Charlottenburg, Fakultät für Maschinenwesen errichtet, auf den Hermann Schmidt berufen wurde, aber die vorgeschlagene Institutsgründung erfolgte damals noch nicht. Schmidt setzte nach dem Krieg die Tätigkeit auf seinem Lehrstuhl von 1954 bis kurz vor seinem Tod im Jahr 1968 fort, die ausstehende Institutsgründung wurde jedoch bis zu seiner Emeritierung im Jahr 1960 nicht nachgeholt.
Kindler arbeitete damals ab August 1945 als promovierter Physiker auf seinem bisherigen Spezialgebiet Kreiselgeräte und Folgeregler zwangsverpflichtet für die sowjetische Besatzungsmacht: bis zum Oktober 1946 in einem Institut der Roten Armee in Berlin, danach bis Februar 1953 in Leningrad / Sowjetunion. Nach seiner Rückkehr aus der Sowjetunion trat er im Mai 1953 als Wissenschaftlicher Mitarbeiter in das Institut für Strahlungsquellen der Deutschen Akademie der Wissenschaften (DAW) in Ost-Berlin ein (Direktor: Robert Rompe).
Nach dem Krieg musste zu Beginn der 1950er Jahre in beiden Teilen Deutschlands auch auf dem Fachgebiet Regelungstechnik neu begonnen werden. Verschiedene ältere Professoren an den Fakultäten für Maschinenwesen und für Elektrotechnik behandelten fachobjektbezogen auch regelungstechnische Problemstellungen mit, während sich Nachwuchswissenschaftler – wie auch Schmidt und Kindler – für die Regelungstechnik als eigenständige und fachübergreifende Disziplin begeisterten.
Im Januar 1954 hielt Kindler auf der regelungstechnischen Tagung der Physikalischen Gesellschaft der DDR einen Vortrag mit dem Thema „Einige Grundbegriffe der Regelung“. In dieser, seiner wohl ersten regelungstechnischen Veröffentlichung, zeigte er umfassende Literaturkenntnisse: nicht nur die Grundlagen-DIN 19226, für die Hermann Schmidt bereits 1941 mit einem VDI-Fachausschuss die Vorarbeiten erbracht hatte, und das deutsche Pionierwerk von Oldenbourg und Sartorius aus dem Jahr 1944, das erstmals eine geschlossene Darstellung der allgemeinen Regelungstheorie umfasste, wurden zitiert, sondern auch die beiden 1953 erschienenen bzw. angekündigten einführenden deutschen Lehrbücher von Otto Schäfer und Winfried Oppelt sowie ausländische Quellen. Mit diesem Vortrag machte Kindler also als Fachmann für Regelungstechnik auch im Wissenschaftsbereich auf sich aufmerksam, und danach lenkte er seine berufliche Entwicklung dauerhaft in diese Richtung.

## Wirken als Professor
Ab 1954 war Kindler neben seiner Berliner Tätigkeit zugleich Lehrbeauftragter für Grundlagen der Regelungstechnik an der TH Dresden. Im Mai 1954 stellte schließlich das Staatssekretariat für Hochschulwesen in Ost-Berlin fest, dass die Errichtung eines eigenständigen Instituts für Regelungstechnik an der TH Dresden notwendig sei.
1955 wurde Kindler daher als ordentlicher Professor für Regelungstechnik an die TH Dresden berufen. Im August 1955 wurde dann das Institut für Regelungstechnik an der Fakultät Elektrotechnik der TH Dresden als erstes Institut dieser Art in Deutschland gegründet und von Kindler als Direktor geleitet, zunächst bis 1957 kommissarisch, bei gleichzeitiger Weiterbeschäftigung am Berliner Akademie-Institut für Strahlungsquellen.
Dieses Institut für Regelungstechnik stand unmittelbar am Anfang einer ganzen Reihe von deutschsprachigen Institutsgründungen für Regelungstechnik: 1955 also an der TH Dresden mit Heinrich Kindler, im Jahre 1956 an der TH Darmstadt mit Winfried Oppelt (1912–1999) sowie 1957 an der RWTH Aachen mit Otto Schäfer (1909–2000). Diese Reihe hat sich dann in rascher Folge an anderen Technischen Hochschulen fortgesetzt. Damit wurde zugleich eine Forderung von Hermann Schmidt erfüllt, die er zusammen mit dem von ihm geleiteten VDI-Fachausschuss in der „Denkschrift zur Gründung eines Institutes für Regelungstechnik“ bereits 1941 erhoben hatte.
Zeitgleich engagierte sich Kindler für die Bereitstellung von entsprechenden Fachbüchern auf diesem Gebiet in der DDR. Aus seinen Lehrbriefen sind mehrere Bücher hervorgegangen, so entwickelten Heinz Töpfer und Werner Kriesel aus den „Bauelementen der Regelungstechnik“ das Buch „Funktionseinheiten der Automatisierungstechnik“ mit 5 Auflagen. Er veranlasste auch Übersetzungen mehrerer Lehrbücher ins Deutsche, wobei er selbst die Verantwortung für die Herausgabe der deutschen Ausgaben übernahm. In seinen Vorlesungen vermittelte er zusätzlich zur Regelungstechnik auch erste Grundkenntnisse zur Schaltalgebra als theoretische Basis der Steuerungstechnik. Damit machte er zugleich darauf aufmerksam, dass die Steuerungstechnik als zweites Fachgebiet innerhalb der Automatisierungstechnik von zukünftiger Bedeutung sein wird.
Im Februar 1957 gründete die Deutsche Akademie der Wissenschaften (DAW) eine Arbeitsstelle für Regelungs- und Steuerungstechnik in Dresden, die im Juli 1962 den Status eines Akademie-Institutes erhielt; diese Einrichtung war somit die erste außeruniversitäre Forschungseinrichtung auf diesem Fachgebiet im deutschsprachigen Raum. Kindler leitete in Personalunion bis 1969 sowohl dieses Akademie-Institut als auch das TH-Institut für Regelungstechnik. In den Jahren 1957 bis 1960 stand er auch als Dekan der Fakultät für Elektrotechnik vor.
Daneben hat Kindler stets zahlreiche wissenschaftlich-gesellschaftliche Funktionen wahrgenommen: Deutsche Gesellschaft für Mess- und Automatisierungstechnik (DGMA, Vorsitzender 1963/64) in der Kammer der Technik (KdT), im Jahre 1956 Gründungsmitglied der International Federation of Automatic Control (IFAC), Vorsitzender des Nationalen Komitees der DDR in der IFAC, zeitweilig Vorsitzender des TC Education der IFAC. Darüber hinaus erfolgte seine Mitarbeit in wissenschaftlich-technischen Beiräten: 1957 bis 1967 Mitglied im Forschungsrat der DDR und Vorsitzender des Zentralen Arbeitskreises BMSR-Technik sowie in Beiräten von mehreren Industriekombinaten; Redaktionsbeirat der Fachzeitschrift messen, steuern, regeln (msr) in Berlin u. a.
Am Akademie-Institut hatte Kindler die Arbeit von etwa 30 wissenschaftlichen Mitarbeitern zu koordinieren. Unter seinen Abteilungsleitern waren:
- Karl Reinisch hat damals einen speziellen Analogrechner als Modellregelkreis konzipiert, erfolgreich entwickelt und angewendet. Damit hat er die Technik der bereits Ende der 1930er Jahre entstandenen analog arbeitenden Rechner zur Echtzeit-Steuerung von Flugzeugen (Heinrich Wilhelmi) und Raketen (Helmut Hölzer) im Sinne einer weitgehend universell verwendbaren Analogrechentechnik innovativ weiterentwickelt. Hierauf setzte Reinisch seine theoretischen Arbeiten auf, die er als ordentlicher Professor an der TH Ilmenau weiterführte.[15]

- Heinz Töpfer, der Feinmechanik gelernt und studiert hatte, widmete sich der Entwicklung neuer Baugruppen der Automatisierungstechnik. In enger Zusammenarbeit mit der Industrie entstand das pneumatische Steuerungssystem DRELOBA (Dresdener Logikbausteine), das im Reglerwerk Dresden in Serie produziert wurde und internationale Aufmerksamkeit erlangte. Diese herausragende Leistung wurde daher 1964 mit einem Nationalpreis II. Klasse ausgezeichnet für ein Sechserkollektiv mit Kindler, Töpfer, zwei weiteren Akademie-Angehörigen und zwei Industriekollegen. Töpfer wurde 1967 als ordentlicher Professor an die TH Magdeburg berufen, und er kehrte schließlich 1978 als Nachfolger von Kindler nach Dresden zurück.

Am TU-Institut wurde Kindler in der akademischen Lehre durch wissenschaftliche Mitarbeiter unterstützt. Unter seiner Leitung wurde auch ein regelungstechnisches Praktikum aufgebaut sowie mehrere Lehrbrief-Reihen für das Fernstudium verfasst. In Buchform erschienen hierzu die Werke „Kleines regelungstechnisches Praktikum“ (Koautor: Günter Pohl) und „Aufgabensammlung zur Regelungstechnik“ (Koautoren: Helmut Buchta und Hans-Helmut Wilfert).
Eine wesentliche Breitenwirkung erreichte sein Institut insbesondere auch dadurch, dass hochqualifizierte Mitarbeiter zugleich an anderen Hochschulen unterstützend tätig waren und hierbei auch eigene Lehrerfahrungen erwerben konnten. Als Beispiel sei die TH Magdeburg, Institut für Regelungstechnik genannt (Direktor: Heinrich Wilhelmi). Hier wirkten als Gastdozenten: Karl Reinisch, Siegfried Pilz (beide später Prof. in Ilmenau), Hans-Joachim Zander (späterer Leiter des Akademiebereiches in Dresden und Prof. für Steuerungstechnik) und Heinz Töpfer (später Prof. in Magdeburg und Dresden).
Weiterhin bemühte sich Kindler recht erfolgreich darum, fachliche Verbindungen über das Territorium der DDR und das Fachgebiet hinausgehend zu pflegen. Trotz der wachsenden politischen Beschränkungen wurden besonders gute Kontakte unterhalten zu Winfried Oppelt in Darmstadt sowie zu dessen Schülern, die auf regelungstechnischen Lehrstühlen in München, Hannover, Karlsruhe u. a. wirksam waren. 1966 ernannte die TH Darmstadt den Dresdner Professor Kindler für seine Pionierleistungen auf dem Gebiet der Regelungs- und Steuerungstechnik zum Ehrendoktor (Dr.-Ing. E. h.). Darüber hinaus wurde Kindler hoch geehrt, indem er 1970 zum Mitglied der altehrwürdigen Deutschen Akademie der Naturforscher Leopoldina in Halle (Saale) gewählt wurde.
Bei der Beurteilung der Arbeiten seiner Mitarbeiter hatte Kindler ein gutes Gespür für Schwachstellen im Detail. Im Blick auf die langfristigen Entwicklungstendenzen sah er die kommende stärkere Mathematisierung voraus und sorgte dafür, dass die wünschenswerte Fachkompetenz durch Einstellung oder gezielte Qualifikation von Mitarbeitern am Institut vorhanden war. Der promovierte Mathematiker Heinz-Ludwig Burmeister wurde 1960 als Leiter der Abteilung Regelungsmathematik an das Akademie-Institut geholt. Ab 1969 lehrte er als zweiter Professor am TU-Institut. Zeitgleich wurde der promovierte Ingenieur Helmut Buchta zum Hochschuldozenten für Prozessidentifikation und stochastische Signalverarbeitung berufen.
Durch die 3. Hochschulreform der DDR im Jahre 1968 erfolgte eine Auflösung der bisherigen Institutsstrukturen an den Hochschulen. An der TU Dresden entstand also 1969 in der Sektion Informationstechnik der Bereich Regelungstechnik und Prozesssteuerung, der von Kindler geleitet wurde bis zu seiner Emeritierung durch den Minister für Hoch- und Fachschulwesen zum 1. September 1975.
In den 20 Jahren seiner Hochschullehrtätigkeit hat Kindler insgesamt 46 Doktoranden und 2 Habilitanden (B-Promovenden) erfolgreich betreut. 1972 veröffentlichte er noch ein Taschenbuch mit dem Titel Der Regelkreis – Eine Einführung, für das er allein als Autor einstand. Wer in Erinnerung an Heinrich Kindler dessen Denk- und Sprechweise kennenlernen möchte, sollte dieses kleine Buch befragen, es sagt mehr als lange Kommentare.
Während seiner gesamten Tätigkeit als Hochschullehrer setzte sich Heinrich Kindler, zunächst als Institutsdirektor, später als Dekan der Fakultät für Elektrotechnik und als Bereichsleiter in der Sektion Informationstechnik, für den weiteren Ausbau des Fachgebietes „Regelungs- und Steuerungstechnik“ ein. Damit hat er zugleich einen Grundstein zu einem breiten und zukunftsgemäßen Fachprofil der Automatisierungstechnik erfolgreich gelegt.
Kindler gehört zu den Pionieren der Regelungs- und Steuerungstechnik sowie zu den Wegbereitern der Ausbildung von Diplom-Ingenieuren auf diesem Fachgebiet in Deutschland. Hunderte von ihm ausgebildete Diplom-Ingenieure und Wissenschaftler arbeiteten an verantwortlicher Stelle und haben ihrerseits für zunehmenden Nachwuchs bei Fachingenieuren der Automatisierung gesorgt, indem sie auch Aufgaben in der Lehre übernommen haben. Aus dem akademischen Umfeld von Heinrich Kindler in Dresden sind zahlreiche Professoren hervorgegangen: Karl Reinisch und Siegfried Pilz (Ilmenau), Heinz Töpfer (Magdeburg und Dresden), Heinz-Ludwig Burmeister, Hans-Joachim Zander und Horst Strobel (Dresden), Georg C. Brack und Dominik Surek (Merseburg), Wolfgang Weller und Wolfgang Wilhelmi (Berlin), Herbert Ehrlich (Leipzig), Christian Döschner und Peter Neumann (Magdeburg), Michael Ketting (Bochum) u. a.
Seine reichen Erfahrungen und seine hohe fachliche Qualifikation fanden ihren Niederschlag in Patenten und zahlreichen Fachveröffentlichungen sowie insbesondere auch ihre Anerkennung durch die Auszeichnung mit dem Nationalpreis im Jahre 1964 sowie durch eine Ehrendoktorwürde und die Mitgliedschaft in der berühmten Gelehrtenakademie Leopoldina.
Seinem intensiven Wirken seit Mitte der 1950er Jahre ist es also mit zu verdanken, dass sich das Fachgebiet Automatisierungstechnik im gesamten deutschsprachigen Raum sehr breit und erfolgreich bis zum aktuellen Stand mit einem internationalen Spitzenplatz entwickeln konnte. Insgesamt hat Kindler also eine akademische Schule mit nachhaltiger Wirkung hinterlassen.
Seine berufliche Tätigkeit beendete Kindler zum Studienjahresende 1974/1975. Seine Nachfolge auf dem Lehrstuhl sowie als Bereichsleiter an der TU Dresden hat sein Schüler Heinz Töpfer im Herbst 1978 angetreten. Die Leitung des Dresdener Akademiebereiches Technische Kybernetik im neu gegründete Zentralinstitut für Kybernetik und Informationsprozesse (ZKI) Berlin der Akademie der Wissenschaften der DDR (AdW) war zuvor 1971 an seinen Schüler Hans-Joachim Zander übertragen worden. Im Februar 1985 ist Kindler in Dresden verstorben.

## Schriften (Auswahl)
- Patente, angemeldet im In- und Ausland und von der Industrie genutzt.
- Grundlagen der selbsttätigen Regelung / Gesamtred. d. Originalausg.: W. W. Solodownikow. Übersetzung aus dem Russischen: O. Friederici, E. Gilde.; Hrsg. H. Kindler. Verlag Technik Berlin, Oldenbourg-Verlag München, 1959.
- Stand und Perspektive der technischen Kybernetik : Kurzfassung der Vorträge der 3. Allunionskonferenz für Automatische Steuerung, Odessa 1965 / [Übersetzung: R. Bochmann u. a.] Hrsg.: H. Kindler und D. Hofmann.
- Synthese von Regelungssystemen mit Prozessrechner / Vladimír Strejc u. Autorenkollektiv. In dt. Sprache hrsg. von Heinrich Kindler u. Hans-Jürgen Schulz. [Übers. aus d. Tschech.: Arno Kuhn], Akademie-Verlag Berlin, 1967.
- Kleines regelungstechnisches Praktikum (mit G. Pohl).
- Aufgabensammlung zur Regelungstechnik. Verlag Technik Berlin, Oldenbourg-Verlag München, Wien, 1964 (mit H. Buchta und H.-H. Wilfert).
- Einführung in die Regelungstechnik. Lehrbriefe für das Fernstudium, Bd. 1–4. Verlag Technik, Berlin 1970 (mit H. Wiesenhütter).
- Grundlagen der Regelungstechnik. Lehrbriefe für das Fernstudium, Bd. 1–3. Verlag Technik, Berlin 1970.
- Theoretische Regelungstechnik. Lehrbriefe für das Fernstudium, Bd. 1–6. Verlag Technik, Berlin 1970 (mit Hannelore Hinkel).
- Bauelemente der Regelungstechnik. Lehrbriefe für das Fernstudium, Bd. 1–4. Verlag Technik, Berlin 1972 (mit H. Wiesenhütter).
- Regelungstechnik. In: Philippow, E. (Hrsg.): Taschenbuch Elektrotechnik. Verlag Technik, Berlin 1963 (mit K. Reinisch).
- Der Regelkreis – Eine Einführung. Wissenschaftliche Taschenbücher; Bd. 106 : Reihe Mathematik und Physik. Akademie-Verlag Berlin, Pergamon Press Oxford, Vieweg-Verlag Braunschweig 1972, ISBN 3-528-06106-5.